# 鷹本初太郎
鷹本 初太郎（たかもと はつたろう）は、日本の園芸家。株式会社庭園工芸研究所設立者。浜松町駅ホーム内、初代小便小僧作成者。

## 人物
マーシャル方面遺族会にて友常石材代表の友常充の依頼により慰霊碑の設計を手掛ける。他にも、向ヶ丘遊園の花壇、花瓶、箱根の強羅公園のあらゆる花壇、花瓶、石像、噴水などを手掛ける。